# Guerras Seminoles

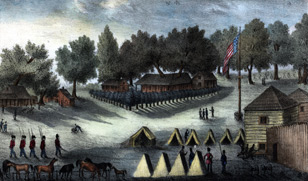
Um forte estadunidense durante a guerra.

As Guerras Seminoles, se dividem em três conflitos entre vários grupos de nativos americanos, residentes na Flórida, conhecidos como Seminoles, e os Estados Unidos. A Primeira Guerra Seminole ocorreu entre 1817 e 1818, a Segunda Guerra Seminole entre 1835 e 1842, e a Terceira Guerra Seminole entre 1855 e 1858.

## Antecedentes
Quem eram os Seminoles:
A quantidade de indígenas da Flórida reduziu significativamente após a chegada dos europeus na região. Os nativos americanos tinham pouca resistência às doenças trazidas pelos imigrantes europeus, além disso a supressão de revoltas nativas pelo Império Espanhol reduziu ainda mais a população no norte da Flórida.
Diversos grupos de indígenas do sudeste dos EUA começaram migrar em direção às terras devolutas da Flórida. Em 1715, Yamasees migraram para a Flórida como aliados dos espanhóis, após conflitos com colonos ingleses. Grupos de Creeks também começaram a migrar para a Flórida oriundos da Geórgia. Outros grupos que falavam Mikasuki e Hitchiti se assentaram em torno do que é agora é o Lago Miccosukee perto de Tallahassee, descendentes desse grupo têm mantido a sua identidade tribal hoje como Miccosukee.
Outro grupo que falava Hitchiti liderado por Cowkeeper se estabeleceu no que é agora Alachua County , uma área onde os espanhóis tinham mantido fazendas de gado no Século XVII. A região ficou conhecida como a "Alachua Prairie". Os espanhóis de Saint Augustine começaram  a chamar os Creeks de Alachua como "Cimarrones", o que significa aproximadamente "refugiados". Esta foi a provável origem do termo "Seminole". Este nome foi aplicado a outros grupos indígenas, na Flórida, apesar do fato de que os índios ainda se viam como membros de tribos diferentes. Outros grupos indígenas viviam na Flórida durante as Guerras Seminoles incluindo os Yuchis ou "Índios Espanhóis", assim chamados porque se acreditava que eles eram descendentes de Calusas, e os "Índios do rancho", que viviam em aldeias dedicadas à pesca na costa cubana da Flórida.
Escravos fugitivos que atingiam a Flórida, na época em que era parte do Império Espanhol, eram essencialmente livres. As autoridades espanholas os acolhiam e lhes permitiram constituir sua própria cidade, chamado de Forte Mose, nas proximidades de Saint Augustine. Os espanhóis recrutavam os negros em uma milícia para ajudar a defender a cidade. Outros escravos fugitivos se juntaram a vários grupos de "Seminoles" como membros livres da tribo.
Enquanto a maioria dos ex-escravos do Forte Mose foi para Cuba, quando os espanhóis deixaram a Flórida em 1763, outros viveram em conjunto ou nas proximidades de vários agrupamentos de índios. Os escravos continuavam a fugir da Geórgia e da Carolinas e tomavam o rumo da Flórida. Os negros que permaneceram mais tarde se integraram aos Seminoles, aprendendo o idioma, adotando o vestuário, e por meio de casamentos. Alguns desses Seminoles negros tornaram-se importantes líderes tribais.
Primeiros Conflitos
Durante a Revolução Americana de 1776, o Império Britânico, que controlava a Flórida, recrutou Seminoles para atacar os povoados fronteiriços na Geórgia. A confusão da guerra permitiu que mais escravos fugissem para a Flórida. O Império Britânico prometera a liberdade aos escravos para recrutá-los como aliados. Tais eventos tornaram os Seminoles inimigos dos EUA.
Em 1783, como parte do tratado que terminou com a Guerra da Independência dos Estados Unidos, a Flórida foi devolvida ao Império Espanhol, entretanto, a presença espanhola na Flórida era escassa, existiam apenas pequenas guarnições em Saint Augustine, São Marcos e Pensacola. Eles não tinham controle sobre a fronteira entre a Flórida e os EUA.
Mikasukis e outros grupos de Seminoles ainda ocupavam regiões do lado dos EUA na fronteira, enquanto posseiros americanos se mudavam para a Flórida, na época domínio do Império Espanhol.
Em 1763, o Império Britânico dividiu a Flórida em Flórida Oriental e Flórida Ocidental, uma divisão mantida pelo Império Espanhol, quando recuperaram a Flórida em 1783. A Flórida Ocidental compreendia o território entre o Rio Apalachicola e o Rio Mississippi. Juntamente com a posse da Luisiana, o Império Espanhol controlava até o menor de todos os rios que drenam o território a oeste dos Montes Apalaches e proibiam os cidadãos dos EUA de exercer atividades de transporte e comércio no baixo Mississippi. Além de seu desejo de expandir para a região a oeste dos Montes Apalaches, os EUA queriam adquirir a Florida, pois havia interesse em abrir os rios do oeste para o livre comércio e evitar que a Flórida fosse utilizada como base para uma eventual invasão por um país europeu.
A Compra da Louisiana em 1803, colocou a foz do Rio Mississippi em poder dos EUA, mas grande parte da  Geórgia, Alabama, Mississippi e Tennessee eram drenados por rios que passavam pelo leste ou a oeste da Flórida para chegar ao Golfo do México. Os EUA alegavam que a compra da Louisiana tinha incluído a região da Flórida Ocidental a oeste do Rio Perdido , enquanto que o Império Espanhol afirmava que a Flórida Ocidental se estendia até a foz do Rio Mississippi.
Em 1810, os moradores de Baton Rouge formaram um novo governo, que tomou a fortaleza espanhola local e pediu proteção aos EUA. O Presidente James Madison autorizou William CC Claiborne, governador do Território de Orleans, a tomar posse da região disputada com a Flórida Ocidental compreendida entre a foz do Rio Mississippi e o Rio Perdido. Claiborne ocupou apenas a região a oeste do Rio das Pérolas, que atualmente limite a leste o Estado da Louisiana. Madison enviou George Mathews para defender os interesses dos EUA na Flórida, quando uma oferta para incorporar o restante da Flórida Ocidental aos EUA foi recusada pelo governador da Flórida Ocidental, Mathews viajou para a Flórida Oriental para incitar uma rebelião semelhante a de de Baton Rouge.
Os habitantes da Flórida Oriental foram seduzidos pela proposta de rebelião, então os EUA mobilizaram uma força de voluntários na Geórgia com a promessa obtenção de terras.
Em março de 1812, esta força de "Patriotas", com a ajuda de algumas canhoneiras da Marinha dos Estados Unidos, tomaram Fernandina e a Ilha Amélia, numa operação que segundo alguns fora autorizada pelo presidente James Madison, apesar da sua negativa posterior. Os "Patriotas" foram incapazes de tomar o Castelo de São Marcos em Saint Augustine.
Os ataques promovidos pelos índios Seminoles, recrutados como aliados pelo Império Espanhol, e o início da guerra com o Império Britânico levaram ao fim da incursão na Flórida Oriental.
Em abril de 1813, o General James Wilkinson, com 600 soldados, autorizado pelo Congresso, tomou a Baía de Mobile e o território em disputa com a Flórida Ocidental até o Rio Perdido, a pequena guarnição espanhola não ofereceu resistência, e, a partir de então o território tomado passou a fazer parte do Estado do Alabama.

## Primeira Guerra Seminole
Não há consenso sobre as datas de início e fim da Primeira Guerra Seminole, segundo a Infantaria do Exército dos EUA essa guerra ocorreu entre 1814 e 1819, segundo o Centro Histórico da Marinha teria ocorrido entre 1816 e 1818, outra página eletrônica diz que a guerra ocorreu entre 1817 e 1818, enquanto que os registros históricos do 1º Batalhão da 5ª Companhia de Artilharia de Campo indicam que a guerra ocorreu apenas em 1818.

### Guerra Creek e o Forte Negro
O próximo grande evento que afetou os Seminoles da Flórida foi a Guerra Creek entre 1813 e 1814. Andrew Jackson se tornou um herói nacional em 1814, após sua vitória sobre o Creeks de Tacape Vermelho na Batalha de Horseshoe Bend que levou a assinatura do Tratado de Forte Jackson, pelo qual os Creeks perderam muitos territórios no sul e no centro da Geórgia e no Sul do Alabama. Como resultado, muitos Creeks deixaram migraram para a Flórida.
Também em 1814, o Império Britânico, em guerra com os Estados Unidos, desembarcou tropas em Pensacola e em outros locais da Flórida Ocidental e começou a recrutar índios como aliados. Em maio de 1814, uma força britânica operava na foz do Rio Apalachicola, entregando armas para os Seminoles, Creeks e escravos fugitivos. Os britânicos moveram-se 25 Km rio acima e começaram a construir uma fortaleza em Prospect Bluff. Depois que os britânicos e seus aliados indígenas foram derrotados por um ataque em Mobile, uma força dos EUA liderada pelo General Andrew Jackson expulsou os britânicos de Pensacola (Batalha de Pensacola). No entanto, a operação britânica na fortificação de Prospect Bluff continuou.
Quando a guerra terminou, as forças britânicas deixaram a Flórida Ocidental, com exceção do Major Edward Nicholls dos Fuzileiros Navais Britânicos. Ele provisionou o forte com canhões, mosquetes e munição, e disse aos índios que o Tratado que encerrou a guerra 1812 havia garantido a devolução de todas as terras indígenas perdidas durante a guerra, incluindo as terras Creek na Geórgia e Alabama. Os Seminoles não estavam interessados na construção do forte, e retornavam para suas aldeias. Antes de sua partida, no verão de 1815, Major Nicholls convidou os escravos fugitivos na região para tomar posse do forte. A notícia se espalhou, e logo os brancos do sul dos EUA passaram a chamara aquele lugar de Forte Negro, que eles consideravam perigoso pois inspiraria seus escravos a fugir ou a revoltar-se.
Andrew Jackson queria eliminar o Forte Negro, mas ele estava localizado em território dominado pelo Império Espanhol. Em abril de 1816, informou o governador da Flórida Ocidental que, se os espanhóis não eliminassem o forte, ele o faria. O governador respondeu que não tinha os meios à sua disposição para tomar o forte. Jackson designou o General Edmund Pendleton Gaines para tomar o forte.
Gaines designou o Coronel Duncan Lamont Clinch para construir o Forte Scott no Rio Flint, um pouco ao norte da fronteira com a Flórida Ocidental, e também decidiu trazer de Nova Órleães os suprimentos para o Fort Scott, através do Rio Apalachicola, o que significaria passar por território controlado pelo Império Espanhol e ao lado do Forte Negro. Gaines disse a Jackson que o uso do Rio Apalachicola como via de fornecimento para o Forte Scott permitiria ao Exército dos EUA observar os Seminoles e o Forte Negro, e se aquele forte disparasse contra os barcos de abastecimento, haveria uma desculpa para destruí-la.
Uma frota de fornecimento para o Fort Scott alcançou o Rio Apalachicola em julho de 1816. Clinch utilizou uma tropa de com mais de 100 soldados americanos e cerca de 150 Creeks para marchar pelas margens do Rio Apalachicola, ao sul da fronteira. A frota de abastecimento encontrou Clinch ao lado do Forte Negro, e as duas canhoneiras tomaram posições ao longo do rio em frente ao forte. Os negros do forte dispararam seus canhões contra os soldados e seus aliados Creeks, mas não tinham nenhum treinamento ou experiência para acertar alvos com canhões. Os norte-americanos dispararam de volta e acertaram o depósito de munições do forte, o que resultou numa explosão ouvida a mais de 160 Km de distância em Pensacola, que destruiu completamente o forte. Das cerca de 320 pessoas que estavam no forte, mais de 250 morreram instantaneamente, e muitos outros morreram em consequência dos ferimentos pouco depois.
Após a destruição do Forte Negro, o Exército dos EUA se retirou da Flórida Ocidental. Invasores americanos e bandidos realizaram ataques contra os Seminoles, matando os índios e roubando seu gado. O ressentimento decorrente dos assassinatos e roubos se espalhou entre os Seminoles. Eles retaliaram, roubando o gado de volta dos colonos. Em 24 de fevereiro de 1817, os Seminoles assassinaram a Sra. Garrett, uma mulher que vivia no Condado de Camden no extremo sudeste da Geórgia, juntamente com seus dois filhos.

### Fowltown e o Massacre Scott
Fowltown era uma aldeia Mikasuki no sudoeste da Geórgia, cerca de 24 Km ao leste de Forte Scott. Neamathla, o chefe de Fowltown entrou em litígio com o comandante do Forte Scott sobre o uso da terra na margem leste do Rio Flint, alegando essencialmente a soberania Mikasuki sobre a área. A terra ao sul da Geórgia tinha sido cedida pelos Creeks pelo Tratado do Forte Jackson, mas os Mikasukis não se consideravam Creeks, e não se sentiam vinculados pelo tratado, e não aceitavam que os Creeks tivessem o direito de ceder terras Mikasuki. Em novembro de 1817, o General Gaines enviou uma força de 250 homens para prender Neamathla. A primeira tentativa foi repelida pelos Mikasukis. No dia seguinte, em 22 de novembro de 1817, os Mikasukis foram expulsos de sua aldeia.
Alguns historiadores indicam este ataque em Fowltown como início da Primeira Guerra Seminole, David Brydie Mitchell, ex-governador da Geórgia e representante do governo dos EUA junto aos Creeks na época, afirmou em um relatório ao Congresso que o ataque a Fowltown foi o início da Primeira Guerra Seminole.
Uma semana depois, um barco que levava suprimentos para Fort Scott, sob o comando do tenente-RW Scott, foi atacado no Rio Apalachicola. Havia entre quarenta e cinquenta pessoas no barco, incluindo vinte soldados doentes, sete esposas dos soldados, e, possivelmente, algumas crianças. (Embora haja relatos de que quatro filhos de militares foram mortos pela Seminoles, eles não foram mencionados nos relatórios iniciais do massacre, e sua presença não foi confirmada.) A maioria dos passageiros do barco foram mortos pelos índios. Uma mulher foi feita prisioneira, e seis sobreviventes chegaram ao Fort Scott.
O General Gaines estava sob ordens de não invadir a Flórida Ocidental, posteriormente alterada para permitir invasões curtas. Quando a notícia do Massacre no Apalachicola chegou a Washington, decidiram designar Gaines para invadir a Flórida e perseguir os índios, mas não para atacar todas as instalações do Império Espanhol. No entanto, Gaines tinha sido designado para uma operação na Flórida Oriental para lidar com os piratas que tinham ocupado Fernandina, então o Secretário de Guerra John Caldwell Calhoun, designou Andrew Jackson para liderar a invasão da Flórida Ocidental.

### Jackson invade a Flórida
Jackson reuniu suas forças no Fort Scott em março 1818, incluindo 800 homens do Exército regular, 1 000 voluntários do Tennessee, 1 000 da milícia da Geórgia, e cerca de 1 400 Creeks aliados. Em 15 de março, as forças de Jackson invadiram a Flórida Ocidental, descendo o Rio Apalachicola. Quando eles chegaram ao local onde ficava o Forte Negro, Jackson ordenou aos seus homens a construção de um novo forte, que seria designado como Forte Gadsden. O exército, em seguida, partiu para as aldeias Mikasuki ao redor do Lago Miccosukee. A comunidade indígena de Tallahassee foi queimada em 31 de março, e a comunidade de Miccosukee foi tomada no dia seguinte. Mais de 300 casas indígenas foram destruídas. Jackson rumou para o sul, chegando a São Marcos em 6 de abril.
Em São Marcos Jackson tomou o forte espanhol, onde encontrou Alexander George Arbuthnot, um comerciante escocês, que fornecia armas aos índios da Flórida em troca de peles de cervo. Dois líderes indígenas, Josias Francisco, um Creek do Tacape Vermelho, também conhecido como o "Profeta" (que não deve ser confundido com Tenskwatawa), e Homathlemico foram capturados quando saíam de um navio americano que tinha ancorado em São Marcos agitando uma bandeira do Reino Unido. Assim que Jackson chegou, os dois índios foram levados para terra e enforcados.
Jackson deixou São Marcos para atacar aldeias ao longo do Rio Suwannee, que eram ocupadas principalmente por escravos fugitivos. Em 12 de abril, o exército atacou uma aldeia de Creeks do Tacape Vermelho no Rio Econfina, cerca de 40 índios foram mortos e 100 mulheres e crianças capturados. Na vila, eles encontraram Elizabeth Stewart, a mulher que tinha sido capturada no ataque ao barco de abastecimento no Rio Apalachicola em novembro do ano anterior.
Também foi capturado Robert Ambrister, um ex-fuzileiro naval britânico, que se dizia "agente britânico". Tendo destruído as principais aldeias Seminoles e aldeias de negros, Jackson declarou vitória e mandou a Milícia da Geórgia e os Creeks aliados de volta para casa, o restante do exército voltou para São Marcos.

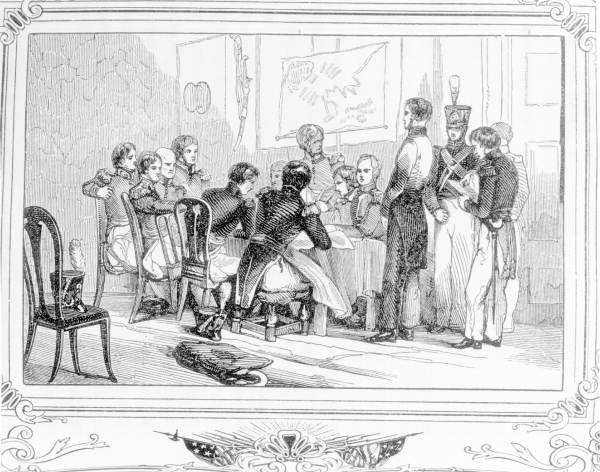
Julgamento de Ambrister

Em São Marcos, um tribunal militar foi convocado, e Robert Christy Ambrister e Alexander George Arbuthnot foram acusados de ajudar os Seminoles e espanhóis, incitando-os à guerra contra os EUA. Ambrister pediu misericórdia à corte, enquanto Arbuthnot alegou inocência, declarando que só havia feito comércio legal. Os dois homens foram condenados à morte, mas depois a corte reduziu a sentença de Ambrister para uma multa e um ano de trabalhos forçados. Entretanto, Jackson  restabeleceu a pena de morte para Ambrister, que foi executado por um pelotão de fuzilamento em 29 de abril de 1818. Arbuthnot foi enforcado no mastro do seu próprio navio.
Jackson deixou uma guarnição em São Marcos e voltou para o Forte Gadsden, de onde pretendia, após constatar que tudo estava pacificado, retornar para Nashville no Tennessee. Mais tarde, ele soube que os índios estavam sendo reunidos e armados pelo Império Espanhol, então ele deixou o Forte Gadsden com uma tropa de 1.000 homens em 07 de maio e rumou para Pensacola.
O governador da Flórida Ocidental protestou, pois a maioria dos índios em Pensacola eram mulheres e crianças e os homens estavam desarmados, mas Jackson seguiu a marcha, e quando chegou à Pensacola, em 23 de maio, o governador e a guarnição de 175 homens retiraram-se para o Forte São Carlos de Barrancas, deixando a cidade de Pensacola para Jackson. Os dois lados trocaram tiros de canhão para um par de dias, e, depois, os espanhóis entregaram o Forte Barrancas, em 28 de maio. Jackson deixou o coronel William King como governador militar da Flórida Ocidental e foi para casa.

### Consequências
Houve repercussão internacional para as ações de Jackson. O Secretário de Estado John Quincy Adams tinha acabado de iniciar as negociações com o Império Espanhol para a compra da Flórida; os espanhóis, porém, protestaram contra a invasão e tomada da Flórida Ocidental, e suspenderam as negociações. A Espanha não tinha os meios para fazer retaliações ou recuperar a Flórida Ocidental pela força. Adams, então, respondeu ao protesto espanhol com uma carta (com 72 documentos anexos) onde explicou o contexto das operações e pediu desculpas pela tomada da Flórida Ocidental, disse que não era a política americana para adquirir aquele território, e se ofereceu para devolver São Marcos e Pensacola ao Império Espanhol. Os espanhóis aceitaram as desculpas e as negociações para a venda de Flórida foram retomadas. A defesa das ações de Jackson como necessárias reforçou a posição diplomática dos EUA, e Adams pediu ao Império Espanhol para controlar também a Flórida Oriental. Um acordo foi alcançado, segundo o qual o Império Espanhol cedeu a Flórida Oriental para os EUA e renunciou a toda a reivindicação sobre a Flórida Ocidental, por meio do Tratado de Adams-Onís.
O Império Britânico protestou contra a execução de dois dos seus súditos que nunca tinham entrado no território dos EUA e falou em exigir reparações e fazer represálias. Essas execuções também tiveram repercussões nos EUA, com comissões do Congresso realizando audiências sobre as irregularidades dos julgamentos de Ambrister e Arbuthnot. Enquanto a maioria dos norte-americanos apoiavam Jackson, outros temiam que ele poderia se tornar um "homem a cavalo", um Napoleão. Quando o Congresso foi convocado em dezembro de 1818, foram votadas resoluções condenando as ações de Jackson. Mas Jackson era muito popular, e as resoluções não. Mesmo assim, as execuções de Ambrister e Arbuthnot deixaram uma mancha em sua reputação para o resto de sua vida, embora não o impedindo de se tornar presidente.